# Karen Blixen
Karen Blixen, teljes nevén Karen von Blixen-Finecke, született Karen Christence Dinesen (Rungstedlund, Dánia, 1885. április 17. – 1962. szeptember 7.) dán írónő, a huszadik századi dán irodalom kiemelkedő képviselője. Hozzátartozói Tanne néven szólították, amit az írónő nem szeretett. Később más neveket is kapott, illetve adott magának: első írói álneve Osceola volt; unokafivérével kötött házassága révén Blixen-Finecke bárónő lett – amikor idősebb lett Dániában csak bárónőként (Baronessen) emlegették; ismerősei, bizalmasai Afrikában Tanianak, az idős afrikai asszonyok Jerienek hívták; az angol nyelvű országokban Isak Dinesen álnéven jelentek meg művei, a német nyelvterületek olvasói pedig Tania Blixen néven ismerik. Sírján a Karen Blixen név áll.
A dániai Rungstedlundban született és élete nagy részét itt töltötte, de meghatározó élmény volt számára a Kenyában töltött 17 év, amelyről könyveiben is ír, többek között a magyar nyelven is megjelent Volt egy farmom Afrikában című regényében. A könyv alapján készült 1985-ben Sydney Pollack rendezésében a Távol Afrikától című film.

## Életpályája

### Gyermekkora
Karen Christence Dinesen egy unitárius család második gyermekeként született. Szülei két teljesen különböző életstílust folytató családból származtak és ezt a kettősséget az írónő élete végéig magában hordozta. Anyai ágú rokonai a Westenholzok a városi polgárság igazi mintaképei voltak: a férfiak sikeres kereskedőként saját erőből lettek vagyonosak; a nők iskolázottak, szenvedélyes feministák és nonkonformisták voltak, áttértek az unitárius felekezethez.
Apai ágú ősei a Dinessøns (Dines fiai) politizálás és ügyeskedés útján váltak kezdetben szerény, majd jelentős földbirtokossá; a Dán Királyság legkiemelkedőbb nemesi köreivel álltak kapcsolatban. Karen Blixen nagyapja (Adolph Wilhelm Dinesen) volt „az első egyenruhás Dinesen”, amellyel hagyományt teremtett és amit minden következő generáció követett. Édesapja Wilhelm Dinesen katonatisztként részt vett az 1864-es porosz–osztrák–dán háborúban, majd az 1870–1871-ben lezajlott porosz–francia háborúban; emellett írással és politikával foglalkozott. Miután több évig az amerikai Wisconsinban, az őslakos indiánok között, majd rövidebb ideig Törökországban tartózkodott Wilhelm Dinesen 1881-ben eljegyezte Ingeborg Westenholzot: három lányuk (Inger – becenevén Ea, Karen – becenevén Tanne és Ellen – becenevén Elle) majd két fiuk (Thomas és Anders) született.
1895-ben Wilhelm Dinesen öngyilkos lett, ami nagyon megviselte a 10 éves Karen Blixent. Édesapjával nagyon jó kapcsolata volt: amikor csak alkalom nyílt rá együtt kirándultak, sokat mesélt neki az indiánokról, a vadászatról, kimentette lányát az otthon börtönéből a zabolázatlan természetbe. Halála után férfi nélkül maradt a ház és Karen támogató nélkül maradt a vallásos nőuralom ellen, amit anyja, vénlány nagynénje (Bess), a szomszédos farmon élő özvegy nagyanyja (Mary Westenholz) és a gyerekek nevelőnője, valamint dadája képviseltek. A közel egykorú három lányt édesanyjuk egyforma ruhába öltöztette, egyforma elbánásban részesítette – amit az írónő már kislányként nagyon ostoba dolognak tartott – és taníttatta őket, hogy művelt nő váljon belőlük. Karen környezetében a nőket úgy nevelték, hogy a családi és társasági életben rangjuknak megfelelően megállják helyüket; idegen nyelveket tanultak, hangszeren játszottak vagy festészettel foglalkoztak, de mindezt csupán az általános műveltség és szórakozás kedvéért tették.
Karen viszont jobban kedvelte a szolgálók társaságát: minden alkalmat megragadott, hogy velük reggelizhessen, ahol tea helyett kávét ittak és ahol kedvére hallgathatta a fejőnők és halászfeleségek pletykáit, a lovászfiúk durva szabadszájúságát. A történetek, amelyekből saját írásainak témáját merítette szerencséről és szerencsétlenségről, bosszúról, irigységről, csalásról és egyéb, a szegényebb emberek mindennapi problémáiról szóltak.

### Tanulmányai és első írásai
Míg a család fiú gyermekeit internátusba küldték, a lányok magánoktatásban vettek részt: egy falubeli nyugdíjazott tanárnő tanította őket olvasni, később Maria Zøylner nevelőnő vette át a lányok nevelését. Nagyanyjuk Mary Westenholz francia és angol nyelvet tanított nekik. Karen szerint „úgy hagyták őket felnőni, hogy sok dologról – ami másoknak az általános képzéshez tartozott – halvány fogalmuk sem volt”. Körükben a lányokat nem arra készítették fel, hogy pénzt keressenek, hanem férjhez menjenek.
Karen már kislány korában kifinomult írói stílussal rendelkezett. 8 és 14 éves kora között szórakoztató elmélkedéseket (például Dán közmondásaink, Minden az akarattól függ, A francia forradalom nőalakjai), meséket, történeteket, verseket (például Vers af Karen Dinesen fra, 1893) és rövid színdarabokat (például Kassandras Rejse – Kassandra utazása vagy Damon og Phyllis, en komedie) írogatott, amiket saját otthonukban testvéreivel és barátaival adott elő. Egy-két oldalas elbeszéléseit a keleti mesélési hagyomány szerint a minden történetben szereplő Nisse nevű kis manó segítségével kötötte össze.
A rajzolás is érdekelte: füzetei tele voltak vázlatokkal, tükörírással vagy titkos írással leírt üzenetekkel, barátainak írt levelekkel, rajzokkal, tájképekkel, női portrékkal és akkori kedvenc olvasmányaihoz (Shakespeare színjátékok és Dickens novellák) készített illusztrációkkal. Rajzai az idővel egyre merészebbek lettek: a leendő írónő fantáziavilágának bizonyítékai a karcsú sellőlányokról, átlátszó ruhában megformált balett-táncosokról, izmos lovagokról készült vázlatai és aktképei.
1898-ban tűz ütött ki a rungstedlungi birtokon, ezért özvegy édesanyjuk úgy döntött, hogy amíg az újjáépítés tart lányaival Svájcba utazik, hogy kibővítsék francia nyelvi ismereteiket. A lányok először kerültek igazi iskolába (Ecole Benet, Lausanne), ahol a francia nyelv mellett rajz- és festészeti oktatásban is részesültek. Ebből az időből származnak Karen Blixen Genfi-tóról és a Lago Maggioreról készült rajzai.
1900-ban visszatértek otthonukba. Karen már nem tudott új ismereteket szerezni tanítóitól. Új mestereit a könyvtárban találta meg, ahol igazi énjét elrejtve fantáziavilágban, álmokban élt. Szenvedélyesen olvasta Shakespeare színdarabjait (kedvenc irodalmi alakja Viola, a Vízkereszt, vagy amit akartok című komédia női szereplője), Percy Bysshe Shelley és Heinrich Heine írásait, valamint Nietzsche elmélkedéseit. Dán példaképei Meir Aron Goldschmidt és a költő Johannes Ewald voltak; füzeteiben elragadtatással írt Hans Christian Andersenről, Steen Steensen Blicherről, Holger Drachmannról és Johan Ludvig Heibergről.
1903-ban kitartó ragaszkodásának köszönhetően beiratkozhatott Charlotte Sode és Julie Meldahl magán rajziskolájába. Nők számára az előzetes magániskolai oktatás feltétele volt a Királyi Képzőművészeti Akadémián való tanulásnak, mivel lányok számára nem volt lehetséges az akadémia kötelező előkészítő tanfolyamán való részvétel. 1903 végén Karen felvétel nyert a Királyi Képzőművészeti Akadémia festészet tagozatára. Az akadémia a híres Charlottenburg barokk kastélyban kapott helyet, ahol a fiúk és a lányok szigorúan elkülönítve részesültek oktatásban. Karen egy hónapig az esti kurzusokra járt, ezután engedélyt kapott arra, hogy részt vegyen a rendes oktatásokon, ahol szolid, ugyanakkor konvencionális főiskolai nevelést kapott. Öt szemeszteren keresztül volt az akadémia tanulója. Ebből az időből származó rajzai és festményei – testvérei portréja, ceruzaillusztrációk a Szentivánéji álom című komédiához – 1969-ben egy képes könyvben kerültek kiadásra. Portréi kifejezőek, Karen kézügyességéről és művészi tehetségéről árulkodnak.
1904 végétől elkezdett rövid elbeszéléseket írni és a többnyire szellemekről, látomásokról és megszállottságról szóló fantasztikus történeteket (például Advokaten i Bergen – A bergeni ügyvéd, Sebastian di Sandeval, Diævelens modstander – Az ördög ellensége) az enyhén ironikus Sandsynlige Historier (Valószínű történetek) cím alatt gyűjtötte össze.
1907 és 1909 között több írása is megjelent vezető irodalmi folyóiratokban: a Tilskueren című lapban került kinyomtatásra az Enebœrne (A remete), valamint a Familien de Cats című rövid történet, és a Gads Danske Magasin jelentette meg a Pløjeren (A szántóvető) című elbeszélést. Az írások Osceola álnéven jelentek meg. Az eredeti Osceola egy szeminol indián törzsfőnök volt, aki fegyveres felkelést szervezett az amerikaiak ellen. A névválasztás Karen Blixen édesapjának tiszteletére történt, aki nagy csodálója volt Osceolának. 
Amikor 1934-ben dán újságírók hosszas kutatás után rájöttek és nyilvánosságra hozták, hogy ki bújik meg az Osceola álnév mögött, Karen azt nyilatkozta, hogy „ugyanazért írt írói álnéven, ami miatt édesapja a Boganis álnév mögé bújt... azért hogy szókimondóan fejezhesse ki magát és szabad teret engedhessen fantáziájának”.
1909-ben beleszeretett édesapja unokatestvérének fiába, a svéd Hans von Blixen-Finecke báróba, de Karen érzései viszonzatlanul maradtak. Azért hogy csalódottságát elfelejtse – „soha nem leszek ismét olyan boldog, hogy úgy érezzem mitha magasan fent állnék és az egész távoli pompás világ a lábaim előtt hever” – 1910-ben nővérével Párizsba utazott. Míg Ea zenei tanulmányait és énekes karrierjét szerette volna folytatni, Karen beiratkozott egy művészeti iskolába (Simon et Menard), hogy festészeti ismereteit bővítse. Tanulmányait nem szerette, rendszertelenül járt az iskolába, idejének nagy részét barátaival és flörtöléssel töltötte.
1912-ben egy újabb művészeti tanulmányútra Rómába utazott, de pár hónap után hazatért Dániába, a szülői házba. Visszatérése után nehezen illeszkedett be a családi környezetbe, ahol a hagyományos női szerepet többre értékelték Karen művészeti törekvéseinél.

### Házassága

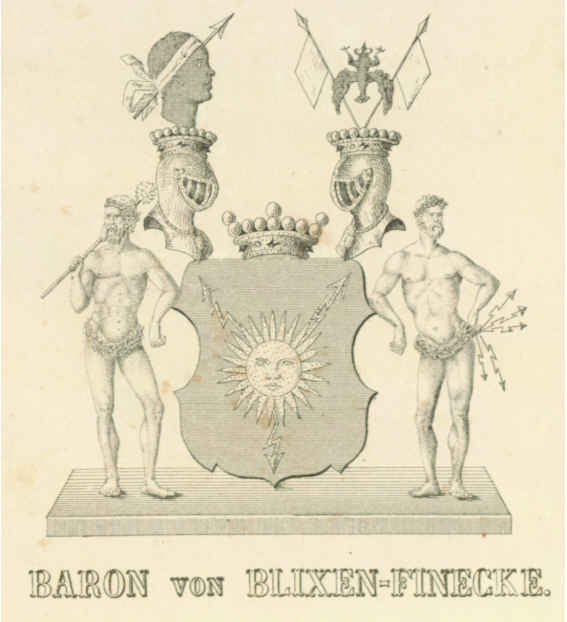
A Blixen-Finecke család címere, 1846

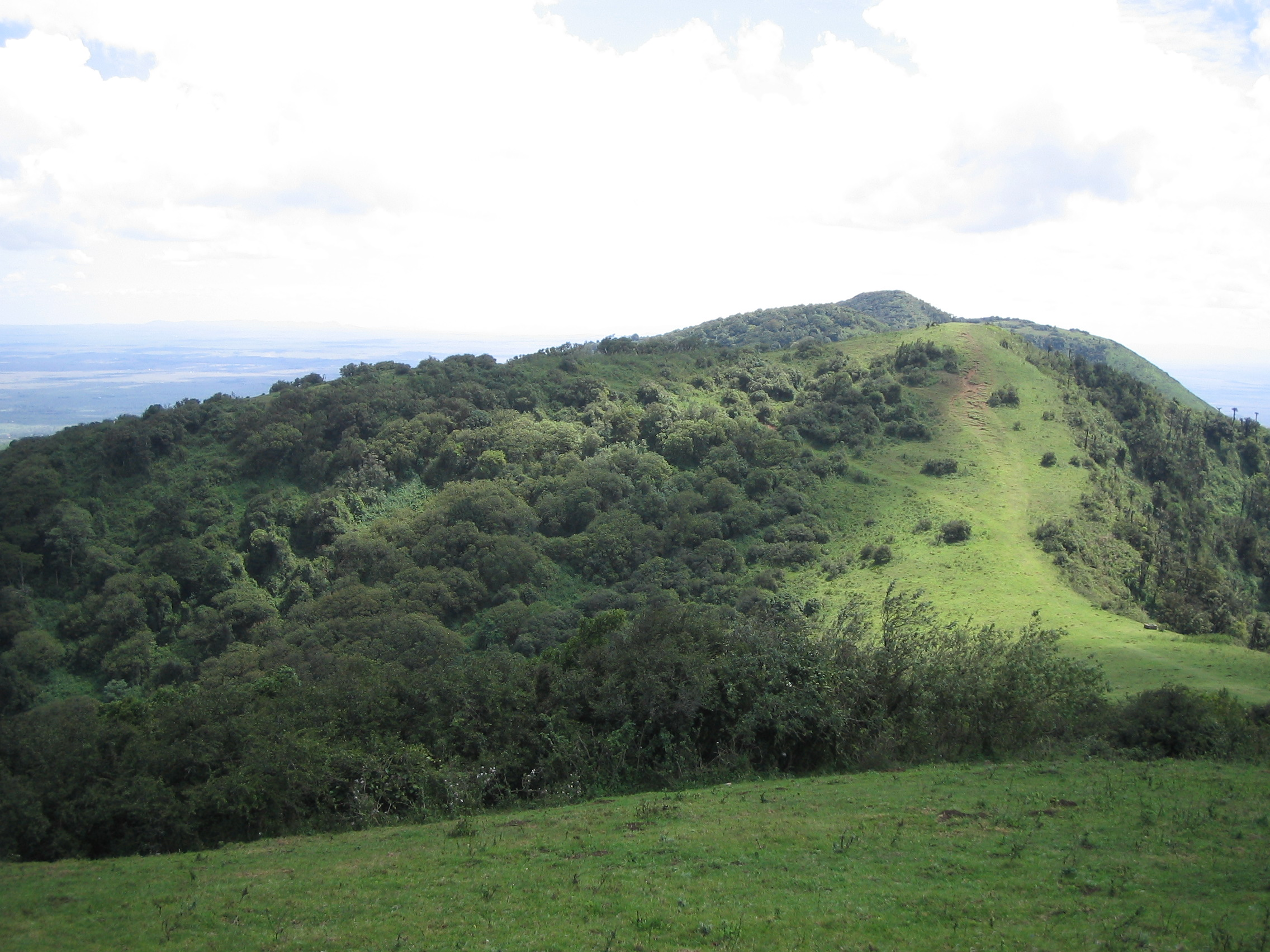
A Ngong-hegység Kenyában

1912 decemberében Karen eljegyezte magát Hans von Blixen-Finecke báró helyett annak ikertestvérével Bror von Blixen-Finecke báróval. Az érzelmeken túl bizonyosan szerepet játszott Bror nemesi címe és kapcsolatai a svéd királyi családdal, valamint Karen része a Westenholz-vagyonból. Egy kenyai vadászatról hazatérő nagybácsi élménybeszámolójának és buzdításának hatására a fiatal pár gyorsan eldöntötte, hogy Afrikába költöznek és ott tejfarmot hoznak létre. A rámenős, extrovertált, javíthatatlan tréfamester Brort és a prüd nevelésű, szeszélyes, művészileg igényes Karent cinkostárssá tette a kalandos házasságkötés és egy idegen országba történő kivándorlás. Míg Bror a kaland kedvéért, addig Karen a szülői ház szorításából menekülve hagyta el Dániát, hogy Brit Kelet-Afrikában (mai Kenya) új életet kezdjenek.
Bror előre utazott Afrikába, hogy házat vagyen és átvegye a korábban hosszas levelezés során kieszközölt, szarvasmarhatenyésztésre alkalmas 280 hektáros afrikai farmot. A területet azonban eladta, hogy egy sokkal nagyobb kávéültetvényt vegyen a Ngong-hegység lábainál: a 4500 holdas Svéd-Afrikai-Kávétársaságot (Swedo-African Coffee Company), mondván, hogy a kávé aranyat ér.
Karen 1913. december elején indult útra Koppenhágából, majd december 16-án szállt Nápolyban az Admiral nevű hajóra. 1913-ban 19 napig tartott a tengeri út Kelet-Afrikáig a Földközi-tengeren és a Szuezi-csatornán keresztül a Vörös-tengerig, majd Afrika partjai mentén. A hajón együtt utazott többek között Gustaf Lewenhaupt svéd gróffal, a svédországi Vilmos herceg hadsegédjével és Paul Emil von Lettow-Vorbeck német tábornokkal, később Német-Kelet-Afrika császári csapatainak parancsnokával, akivel évekkel később afrikai szafarikon is vett részt. (Karent emiatt az angol telepesek azzal gyanúsították, hogy németbarát.) Ádenben Bror a szomáliai Habr Yunis törzsből származó szolgája, Farah várta, hogy segítségére legyen tovább utazásában. Ő lett később Karen Blixen házának és farmjának felügyelője, ő ellenőrizte a konyhát és az istállókat, ő fizette ki a béreket és számlákat.
Karen 1914. január 13-án érkezett Mombasába. Úgy tervezték, hogy az illem kedvéért még aznap házasságot kötnek, az egybekelésre azonban csak 14-én került sor, házassági tanújuk maga Vilmos herceg volt. Útjukat a svéd királyi család társaságában Nairobiig vonattal folytatták.

### Élet a farmon
Karen Blixen nagy elvárásokat támasztott jövendő életükkel szemben; Afrikában valóra vált álma, hogy távol dániai otthonától végre szabad legyen. Mielőtt berendezkedtek volna a Mbagathi-házba rövid nászútra mentek a Naivasha-tóhoz, ahol éjszaka vadásztak, napközben pedig egy egyszerű agyagkunyhóban pihentek: Karent teljesen lenyűgözte a távoli hegyekig elnyúló magas fűvel borított táj és a szabadság fuvallata.
Első feladata a Mbagathi-ház költséges felújítása volt: az oszlopos terasszal, perzsaszőnyeges és saját rajzokkal díszitett télikerttel és dolgozószobákkal kibővített villa-szerű építmény még ma is áll egy hotel részeként Karen határában.
Bror kezdetben lelkesen irányította az erdők irtását, az ökrök marhapestis elleni beoltását és a kávécserjék ültetését, szabad idejét szívesen töltötte szivar és whisky mellett más svéd telepesek társaságában és gyakran ment barátaival szafarira. Kétes eredetű bányarészvényeket vett és vasúti spekulációkba kezdett. Felelőtlen költekezései adósságba verték az egyébként is nehéz gazdasági helyzetben lévő farmot. Bror Blixen egyik ismerőse a báróról írt életrajzi művében megjegyzi: „Szerintem Blix volt az egyetlen ember a világon, aki őszintén hitte, hogy egy csekk azáltal ki is van fizetve, hogy ő aláírja.”
Miközben Bror Blixen üzleti és egyéb ügyei miatt otthonától távol töltötte a napokat és éjszakákat, Karen – miután kigyógyult súlyos malária betegségéből, ami hetekre ágyhoz kötötte – ellovagolt a farm nyugati részén található maszáj rezervátumba, ahol juhokkal kereskedett, segített a kávécserjék ültetésében és szívesen ment vadászni.
1914. nyarán kitört az első világháború, augusztus 4-én Anglia hadat üzent Németországnak. A Mbagathi-házban összegyűltek a svéd telepesek, hogy megvitassák mi a teendő abban az esetben, ha Svédország Németországot támogatná a harcokban. Nehéz helyzetben voltak, hiszen a brit protektorátus alatt álló telepesekként lojalitásuk Angliát illette. Elhatározták, hogy felmentik magukat az aktív szolgálat alól, amennyiben Svédország közvetlenül a német császárral köt szövetséget. Bror Blixen önként jelentkezett a hírszolgálathoz.
A háború az összeomlás szélére sodorta a Svéd-afrikai kávétársaságot: a kocsikat elkobozták az angolok, az ökrök pedig elpusztultak. A munkásokat besorozták kötelező katonai szolgálatra így munkaerő- és élelmiszerhiány lépett fel a farmokon. Karen ismét megbetegedett; az orvos szifiliszt állapított meg, amelyet higanytablettákkal kezelt. A betegséget valószínűleg férjétől kapta el, aki szívesen látogatta a nőket a maszáj manyattákban, akik között szinte járványszerűen terjedt a szifilisz és a velejáró meddőség.
Karen a heves tünetek és súlyos depresszió ellenére csak 1915 májusában tért vissza Európába, hogy kezeltesse a betegséget. Dániában három hónapos arzén-alapú kezelésen vett részt. A tünetek megszűntek, de Karent élete végéig krónikus fájdalmak gyötörték, aminek oka valószínűleg a higanytabletták által kiváltott mérgezés volt. Az írónő műveiben gyakran utal a betegségre.

## Művei
- 1907 – The Hermits (megjelent Osceola álnéven egy dán folyóiratban)
- 1907 – The Ploughman (megjelent Osceola álnéven egy dán folyóiratban)
- 1909 – The de Cats Family (megjelent a Tilskueren című irodalmi folyóiratban)
- 1926 – The Revenge of Truth (megjelent Dániában)
- 1934 (USA), 1935 (Dánia) – Syv fantastiske fortællinger – Hét fantasztikus történet (fordította: Kertész Judit)
- 1937 (Dánia, Anglia), 1938 (USA) Den afrikanske farm / Out of Africa([j 7] – Volt egy farmom Afrikában (fordította: Gy. Horváth László)
- 1942 – Vinter-eventyr – Téli regék (fordította: Kertész Judit)
- 1947 – Gengældelsens veje (The Angelic Avengers) – A bosszúállás útjai (megjelent Pierre Andrézel álnéven)
- 1950 – Babettes gæstebud – Babette lakomája (fordította: Kertész Judit)
- 1953 – Den udødelige historie – A halhatatlan történet (fordította: Kertész Judit)
- 1957 – Sidste fortællinger – Utolsó elbeszélések
- 1958 – Skaebne-Anekdoter – A sors anekdotái (fordította: Kertész Judit)
- 1960 (Anglia, Dánia), 1961 (USA) – Skygger på græsset – Árnyék a füvön (fordította: Kiss Árpád)
- 1963 (posztumusz, USA) – Ehrengard – Ehrengard. Egy csábítás története (fordította: Kertész Judit)
- 1977 (posztumusz, USA) – Carnival: Entertainments and Posthumous Tales
- 1979 (posztumusz, USA) – Daguerreotypes and Other Essays
- 1986 (posztumusz, USA) – On Modern Marriage and Other Observations
- 1981 (posztumusz, USA) – Letters from Africa, 1914–1931
- 1996 (posztumusz, Dánia) – Karen Blixen i Danmark: Breve 1931–1962

## Magyarul
- Volt egy farmom Afrikában. Regény; ford. Baráth Béla; Dante, Bp., 1942 (A világ körül)
- Volt egy farmom Afrikában; ford. Gy. Horváth László; Árkádia, Bp., 1987
- A halhatatlan történet; ford. Kertész Judit; PressConsult, Bp., 1997 (Polar könyvek)
- Isak Dinesenː Árnyék a füvön; ford. Kiss Árpád; Kávé, Bp., 1998 (Fekete Kávé-könyvek)
- Téli regék; ford. Kertész Judit; QLT Műfordító Bt., Bp., 2000 (Polar könyvek)
- Hét fantasztikus történet; ford. Kertész Judit; QLT Műfordító Bt., Bp., 2007 (Polar könyvek)
- A sors anekdotái; ford. Kertész Judit; QLT Műfordító Bt., Bp., 2008 (Polar könyvek)
- Ehrengard. Egy csábítás története; ford. Kertész Judit; QLT Műfordító Bt., Bp., 2010 (Polar könyvek)
- Angyalok bosszúja; ford. Kertész Judit; QLT Műfordító Bt., Bp., 2012 (Polar könyvek)
- Utolsó történetek; ford. Kertész Judit; Bp., 2019 (Polar könyvek)
- Karnevál; ford. Kertész Judit; Bp., 2022 (Polar könyvek)